# Abraham Pedro I Ardzivian
Abraham Pedro I Ardzivian (en armenio: Աբրահամ Պետրոս Ա. Արծիւեան, romanizado: Apraham Bedros Ardzivian) (Antep, 12 de abril de 1674-Kreim, 1 de octubre de 1749) fue un religioso armenio, primer patriarca catolicós de Cilicia de los armenios y cabeza de la Iglesia católica armenia. 

## Biografía
En 1687 el sacerdote armenio Melkon Tazbazian, consagrado en Roma, creó un seminario en Mardin y viajó a Cilicia a predicar la unión con la Iglesia apostólica armenia con la Iglesia católica, conociendo en Kilis a Abraham Ardzivian, quien se convirtió en su seguidor y pasó a estudiar al seminario. Ordenado sacerdote en 1706, Ardzivian comenzó su ministerio en Cilicia. En 1705 uno de los alumnos del seminario de Mardin fue elegido catolicós de Cilicia, Hovhannes V de Hadjin, y el papa Clemente XI le pidió que consagrara arzobispo de Mardin a Tazbazian, lo que hizo en 1708, mientras que en 1710 consagró a Abraham Ardzivian como arzobispo de la prelacía de Beroea (o de Alepo).
En 1714 Tazbazian comenzó a expresar la idea de crear una Iglesia armenia católica separada y lo comunicó al papa, quien le dio su aprobación, ya que no se lograba que toda la Iglesia armenia aceptara la unidad con la Iglesia católica. En esos momentos los armenios católicos eran a la vez miembros de la Iglesia apostólica armenia. Cuando Tazbazian difundió su proyecto de dividir la Iglesia armenia, la jerarquía de esta Iglesia reaccionó y fue exiliado a Estambul y encarcelado. Mientras que su seguidor Ardzivian fue exiliado a Trebisonda.
Tras ser liberados y continuar las actividades procatólicas en Estambul, fueron de nuevo encarcelados el 4 de agosto de 1715 en una misma celda. Tazbazian ayudó al director de la prisión rezando para que su esposa pudiera tener un hijo, por lo que se ganó su favor y en agradecimiento el director ayudó a que uno de los dos prisioneros fuera liberado de la prisión a cambio del pago de 733 francos. Tazbazian convenció a Ardzivian para que saliera y se quedó en prisión, en donde murió en 1716.
En 1719 Ardzivian pudo retornar a Alepo protegido por el gobernador de la ciudad, Hakim Oghlou Pasha. Ardzivian contaba con el catolicós de Cilicia, Hovhannes V de Hadjin, quien alentado por misioneros latinos había enviado una profesión de fe católica a Roma en 1718. Ardzivian fue acusado de introducir el rito católico en la misa y de separar a los armenios de la autoridad del sultán, por lo que el 2 de septiembre de 1720 el patriarca armenio de Constantinopla logró un decreto del sultán que lo envió al exilio en la isla Arwad, cercana a Tartús.
En marzo de 1721 el jeque de la familia maronita Khazin donó en Kreim en el distrito de Keserwan en el Líbano las tierras en donde luego fue construido el monasterio del Santísimo Salvador por 4 hermanos de la familia Hovsepian de Alepo, uno de los cuales (Hagop Hovsepian) fue ordenado sacerdote por Ardzivian en Alepo en junio de 1720.
Luego de la muerte del catolicós procatólico Hovannes V de Hadjin en 1721 los armenios de Alepo eligieron como sucesor a Ardzivian en 1722, quien en febrero de ese año fue liberado por medio de sus influencias maronitas tras el soborno del bajá de Trípoli y se refugió en las montañas libanesas en el monasterio de Kreim, protegido por el gobernador maronita de Keserwan, Abi Nader Al-Khazin, y por el patriarca maronita. El patriarca armenio de Constantinopla, Hovhannes IX Kolot, contando con el soporte del sultán Ahmed III, declaró inválida la elección y Gregorio II de Cesarea fue nombrado nuevo catolicós, aunque la comunidad armenia de Alepo se dividió y los sacerdotes procatólicos continuaron en la ciudad.
En 1731 el sultán otomano decidió que el catolicosado de Cilicia fuera siempre ocupado por un miembro de la familia Ajapahian, por lo que Ghukas I Ajapahian fue nombrado catolicós, iniciando una dinastía que duró hasta 1865. En 1733 la facción católica de Alepo logró que el bajá local les entregara la iglesia de la Santa Madre de Dios. En 1735 el archimandrita Hagop Hovsepian regresó a Alepo como vicario de Ardzivian, pues los armenios católicos de la ciudad en su mayoría lo continuaban reconociendo como su arzobispo. En 1737 murió el catolicós Ghukas y lo sucedió su hermano y coadjutor Miguel I Ajapahian siguiendo las directrices otomanas, quien ese año logró recuperar la iglesia en manos católicas. Los armenios católicos de Alepo (ciudad que era la residencia más habitual del catolicós) consideraron que la elección era un caso de nepotismo y exigieron el regreso de Ardzivian.
En medio de una revuelta en el eyalato de Egipto, la persecución contra los católicos disminuyó y en 1738 Hovsepian y los armenios católicos de Alepo obtuvieron de nuevo la iglesia y consiguieron bajo protección francesa el pasaporte para la restitución de Ardzivian a la sede. Ardzivian regresó a Alepo en diciembre de 1739 después de siete años de prisión y 17 años de exilio voluntario en el monasterio de Kreim, lejos de su diócesis que quedó definitivamente dividida entre las dos facciones rivales. En mayo de 1740 Ardzivian con el apoyo de dos obispos de la Iglesia greco-melquita católica consagró a Hovsepian como obispo coadjutor de Alepo. Poco después consagró a Sahak Parseghian (Isaac) como obispo de Cilicia (con sede en Kilis) y a Melkon Markar Tahmanian como obispo de Siria (con sede en Mardin). Mientras Ardzivian había retornado al Líbano debido a la oposición desde Estambul, el 26 de noviembre de 1740 en Alepo los tres nuevos obispos católicos armenios, 40 sacerdotes y 14 fieles laicos formaron un sínodo y lo eligieron como su propio catolicós y solicitaron al papa su confirmación por medio y recomendación de la jerarquía maronita.
La elección del patriarca católico esta vez no pudo ser obstaculizada por el patriarca armenio de Constantinopla ni por el Gobierno otomano, comprometido en esos años por la revuelta del bajá de Egipto, que también involucró al Líbano en donde Abraham Ardzivian colocó su residencia patriarcal en el monasterio de Kreim. El 13 de agosto de 1742 el patriarca electo llegó a Roma, en donde una comisión de la Congregación de Propaganda Fide consideró que el catolicosado de Sis estaba vacante porque un "herético" lo ocupaba (Miguel I). El 26 de noviembre de 1742 Ardzivian realizó una profesión de fe católica ante el papa Benedicto XIV, un consistorio de 18 cardenales y algunos obispos armenios exiliados, recibiendo del papa el reconocimiento de su elección como catolicós-patriarca de Cilicia de los armenios, con jurisdicción sobre Cilicia, Armenia Menor, Siria, Palestina y Egipto. El 8 de diciembre de 1742 el papa le entregó el palio. Ardzivian tomó el nombre de Abraham Pedro I Ardzivian y a partir de entonces todos los patriarcas católicos armenios llevan el nombre Pedro (Bedros), retornó al Líbano, desde donde mantuvo la comunicación con los armenios católicos de Cilicia por medio de monjes misioneros y organizó la congregación de los monjes antonianos. Poco antes de morir el 1 de octubre de 1749, ese año Ardzivian ordenó 3 obispos titulares para Damasco (Boghos), Edesa o Dicranaguer (Hovsep) y Antep (Bedros Nercessian), los cuales solo podían permanecer refugiados en el Líbano bajo protección de los jeques maronitas.
| Predecesor: Nuevo título | Patriarca de Cilicia de los Armenios 1740 - 1749 | Sucesor: Jacobo Pedro II Hovsepian |